# Crinum zeylanicum
Crinum zeylanicum är en amaryllisväxtart som först beskrevs av Carl von Linné, och fick sitt nu gällande namn av Carl von Linné. Crinum zeylanicum ingår i släktet Crinum, och familjen amaryllisväxter. Inga underarter finns listade i Catalogue of Life.

## Bildgalleri

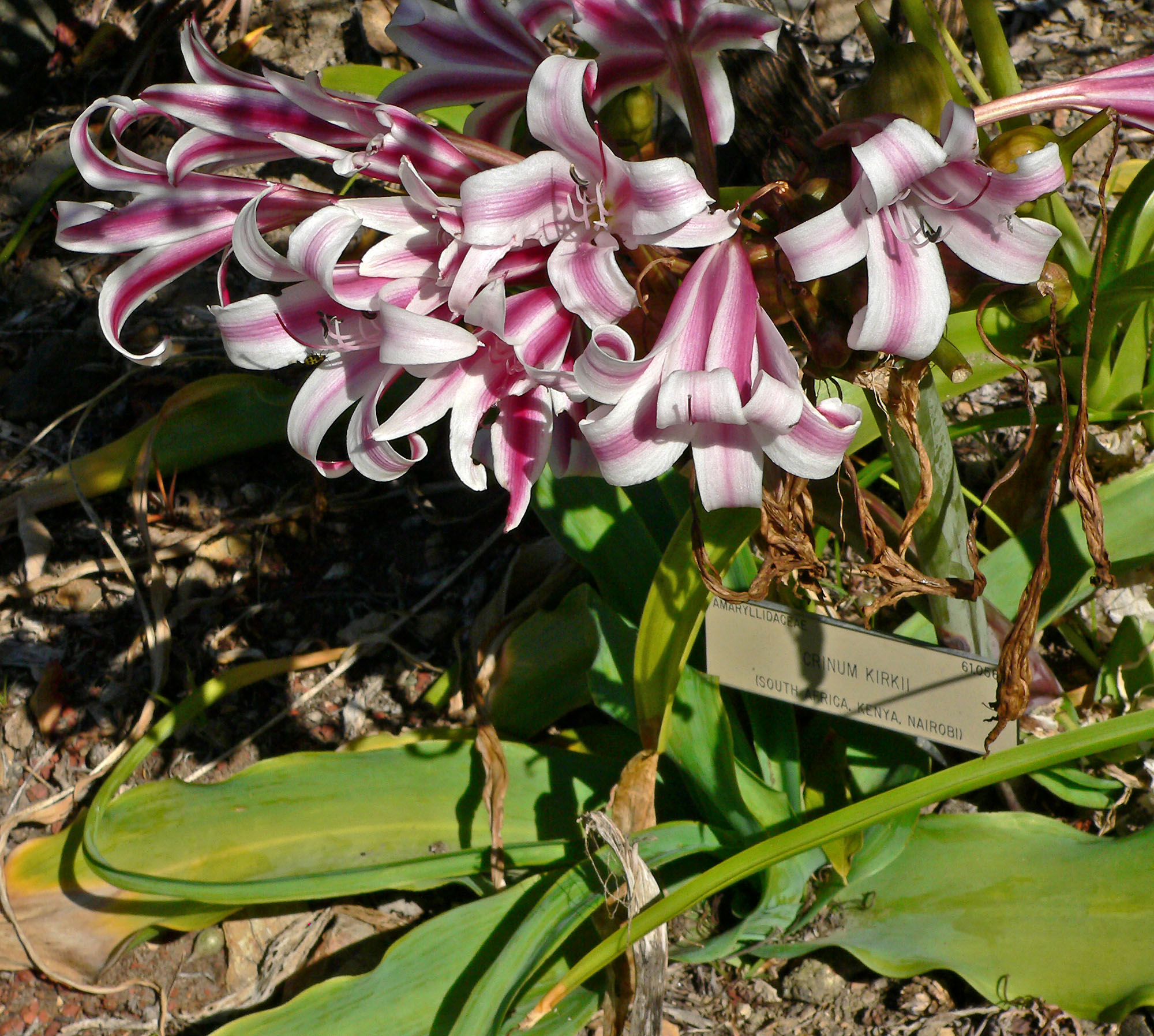
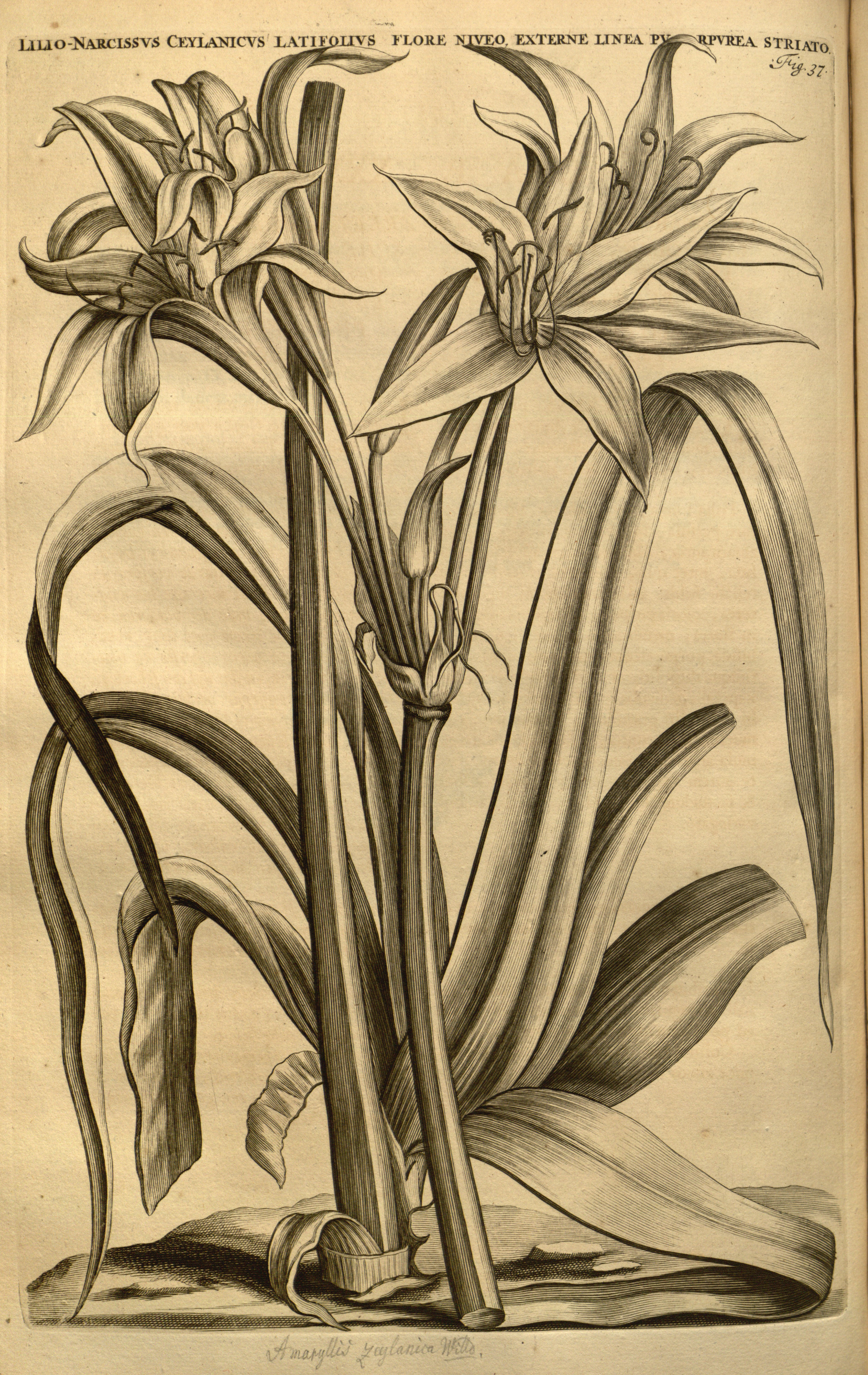